# Magdalenensee
Magdalenensee är en sjö i Österrike.   Den ligger i förbundslandet Kärnten, i den centrala delen av landet, 260 km sydväst om huvudstaden Wien. Magdalenensee ligger 497 meter över havet.
I omgivningarna runt Magdalenensee växer i huvudsak blandskog. Runt Magdalenensee är det ganska tätbefolkat, med 93 invånare per kvadratkilometer.